# Departamento San Cristóbal
San Cristóbal es uno de los departamentos de la provincia de Santa Fe (Argentina).
La ciudad más poblada y de mayor actividad económica es Ceres, seguida por San Cristóbal, la cabecera departamental. También son importantes las ciudades de Suardi, San Guillermo, esta última en el sector más fértil del departamento, y las comunas de Villa Trinidad, Hersilia y Arrufó. Fue creado en 1890 con tierras del departamento Las Colonias.
El departamento se encuentra representado en la legislatura provincial por el senador Felipe Michlig, perteneciente a la UCR.

## Distritos y localidades
El departamento de San Cristóbal comprende un total de 32 distritos, categorizados en 4 municipios de 2ª categoría:
| Municipio 2ª categoría | Población municipio (2010) | Localidad     | Población localidad (2010) |
| ---------------------- | -------------------------- | ------------- | -------------------------- |
| Ceres                  | 15.291                     | Ceres         | 14.499                     |
| San Cristóbal          | 14.922                     | San Cristóbal | 14.389                     |
| San Guillermo          | 7.803                      | San Guillermo | 6.747                      |
| Suardi                 | 6.933                      | Suardi        | 6.080                      |

Y 28 comunas:
| Comuna                       | Población municipio (2010) | Localidad            | Población localidad (2010) |
| ---------------------------- | -------------------------- | -------------------- | -------------------------- |
| Aguará Grande                | 462                        | Aguará Grande        | 96                         |
| Ambrosetti                   | 1.303                      | Ambrosetti           | 905                        |
| Arrufó                       | 2.179                      | Arrufó               | 1.764                      |
| Capivara                     | 384                        | Capivara             | 102                        |
| Colonia Ana                  | 307                        | Colonia Ana          | 16                         |
| Colonia Bossi                | 475                        | Colonia Bossi        | 111                        |
| Colonia La Clara             | 186                        | no posee localidades | no posee localidades       |
| Colonia Dos Rosas y La Legua | 402                        | no posee localidades | no posee localidades       |
| Colonia Rosa                 | 1.125                      | Colonia Rosa         | 562                        |
| Constanza                    | 275                        | Constanza            | 129                        |
| Curupaity                    | 555                        | Curupaity            | 220                        |
| Hersilia                     | 3.165                      | Hersilia             | 2.780                      |
| Huanqueros                   | 903                        | Balneario La Verde   | 8                          |
| Huanqueros                   | 903                        | Huanqueros           | 665                        |
| La Cabral                    | 249                        | La Cabral            | 161                        |
| La Lucila                    | 305                        | La Lucila            | 112                        |
| La Rubia                     | 466                        | La Rubia             | 299                        |
| Las Avispas                  | 206                        | Las Avispas          | 46                         |
| Las Palmeras                 | 685                        | Las Palmeras         | 545                        |
| Moisés Ville                 | 2.425                      | Moisés Ville         | 2.318                      |
| Monigotes                    | 475                        | Monigotes            | 347                        |
| Monte Oscuridad              | 771                        | no posee localidades | no posee localidades       |
| Ñanducita                    | 222                        | Ñanducita            | 79                         |
| Palacios                     | 532                        | Palacios             | 245                        |
| Portugalete                  | 204                        | no posee localidades | no posee localidades       |
| Santurce                     | 122                        | Santurce             |                            |
| Soledad                      | 1.464                      | Soledad              | 1.083                      |
| Villa Saralegui              | 941                        | Villa Saralegui      | 513                        |
| Villa Trinidad               | 3.141                      | Villa Trinidad       | 2.606                      |

## Demografía
El censo de 2022 arrojó un total de 72.801 habitantes en el departamento San Cristóbal, lo que representa un crecimiento del 5,7% con respecto al censo de 2010.
La población se encuentra repartida en 36 933 mujeres y 35 868 hombres, con un índice de masculinidad de 97,1 hombres por cada 100 mujeres. 
La edad mediana de la población es de 32 años (33 años entre las mujeres y 32 años entre los hombres).
El 12,3% de la población tiene más de 65 años (frente al 11,1% en 2010), y el 2,9% de la población tiene más de 80 años (frente al 2,7% en 2010)
De las personas residentes en el departamento, unas 11 390 (15,6% del total departamental) nacieron en otra provincia, y unas  285 (0,4% del total departamental) lo hicieron fuera del país, siendo los grupos de inmigrantes más numerosos los provenientes de:
- Paraguay: 35 personas
- Bolivia: 33 personas
- China: 30 personas
- Uruguay: 19 personas
- España: 10 personas

## Personalidades
- Jacinto M. Castillo (Constanza, 30 de enero de 1910 − Rosario, 22 de marzo de 1982) pintor, retratista, escritor y poeta.